# Kogda drožit zemlja
Kogda drožit zemlja (Когда дрожит земля) è un film del 1975 diretto da Aleksandr Kosarev.
Il film racconta un conflitto tra il capo del cantiere di una centrale idroelettrica e l'ingegnere capo, che vieta i lavori di costruzione.